# Альмансор

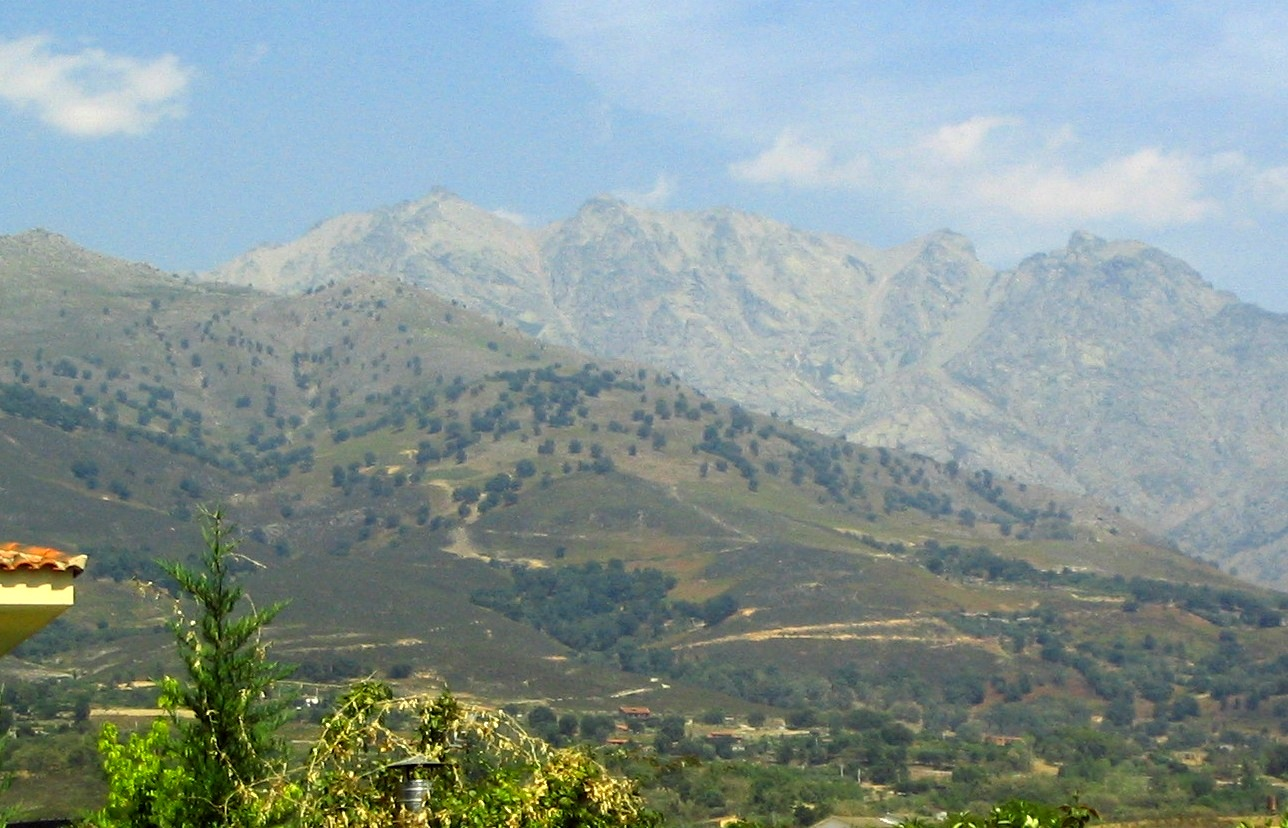
Гора Альмансор — найвища гора Центральної Кордильєри.

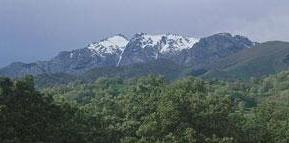
Сніжні піки Альмансору.

Альмансор — гора в середній  Іспанії, в провінції  Авіла, найвища точка хребта Сьєрра-де-Гредос і всієї  Центральної Кордильєри (Месета).
Висота гори 2592 метри. Складена в основному з граніту. Гора названа на честь арабського воєначальника X століття а  Ібн Абу Амір аль-Мансура (в перекладі з арабської «аль-Мансур» — «Переможець волею бога»).
Гора Альмансор знаходиться на 62 місці в списку найвищих гір  Європи.

## Інтернет-ресурси
- Список найвищих гір Європи [Архівовано 9 січня 2019 у Wayback Machine.]
- Almanzor [Архівовано 27 вересня 2007 у Wayback Machine.]
- Альмансор [Архівовано 28 лютого 2010 у WebCite]